# Fredrik Bjerrehuus
Fredrik Holmquist Bjerrehuus (ur. 14 stycznia 1990 roku) – duński zapaśnik walczący w stylu klasycznym. Olimpijczyk z Tokio 2020, gdzie zajął czternaste miejsce w kategorii 67 kg. Zajął piąte miejsce na mistrzostwach świata w 2019 roku. 
Piąty na mistrzostwach Europy w 2018. Dziewiąty na Igrzyskach europejskich w 2015. Sześć razy na podium mistrzostw nordyckich w latach 2012 - 2021. Siódmy w Pucharze Świata w 2010 roku.